# 海人树科
海人树科（学名：Surianaceae），真双子叶植物豆目的一科，共包括5属8种，分布在热带海洋沿岸，主要在太平洋和印度洋的珊瑚礁和小岛上，中国有1属分布在西沙群岛（爭議地區）上。海人树是西沙群岛的先锋树种。

## 属
- 乌鳞树属 Cadellia F. Muell., 1860
- 落金李属 Guilfoylia F. Muell., 1873
- 金莲椿属 Recchia Moc. & Sessé ex DC., 1817
- 檐铃木属 Stylobasium Desf., 1819
- 海人树属 Suriana L., 1753

1981年的克朗奎斯特分类法将这些属列在苦木科中，1998年根据基因亲缘关系分类的APG 分类法将其放在豆目中。